# Блекберн
Бле́кберн — місто в Англії, розташоване в графстві Ланкашир, за 38 кілометрах від Манчестера і за 296 кілометрів від Лондона, на вузлі чотирьох залізниць та багатих копалень кам'яного вугілля. Згадане в одній із пісень The Beatles.

## Історія
Блекберн являє собою фабричне місто, яке швидко розростається. Населення його не перевищувало в 1821 р. 21940 осіб, на початку XXI сторіччя становить більше 100 000.
У своїх старих частинах місто неправильно побудоване, має ратушу, чарівний парк, галерею сукнарів, біржу, 14 церков, засновану в 1567 р. латинську школу і кілька ланкастерських, ремісничий інститут, бібліотеку і музей. Вже в 1650 році Блекберн був відомий своїми ллянопаперовими тканинами, а нині прядіння і ткання грубих бавовняних тканин становить головну гілку місцевої промисловості, що дає заняття понад 30000 робітникам. Крім того, у місті знаходять собі заняття близько 4000 чол. на фабриках набивного ситцю, на паперових млинах, у кам'яновугільних копальнях, у залізних і машинобудівних заводах, каменеломнях та інших підприємствах. Блекберн має 220 фабрик, 250 майстерень. Блекберн — батьківщина Гергрівса, винахідника прядильної машини, відомої під назвою Spin-Jenny (1767), вигнаного за це з міста.

## Відомі люди
- Фред Пікерінг (1941—2019) — англійський футболіст.

## Галерея

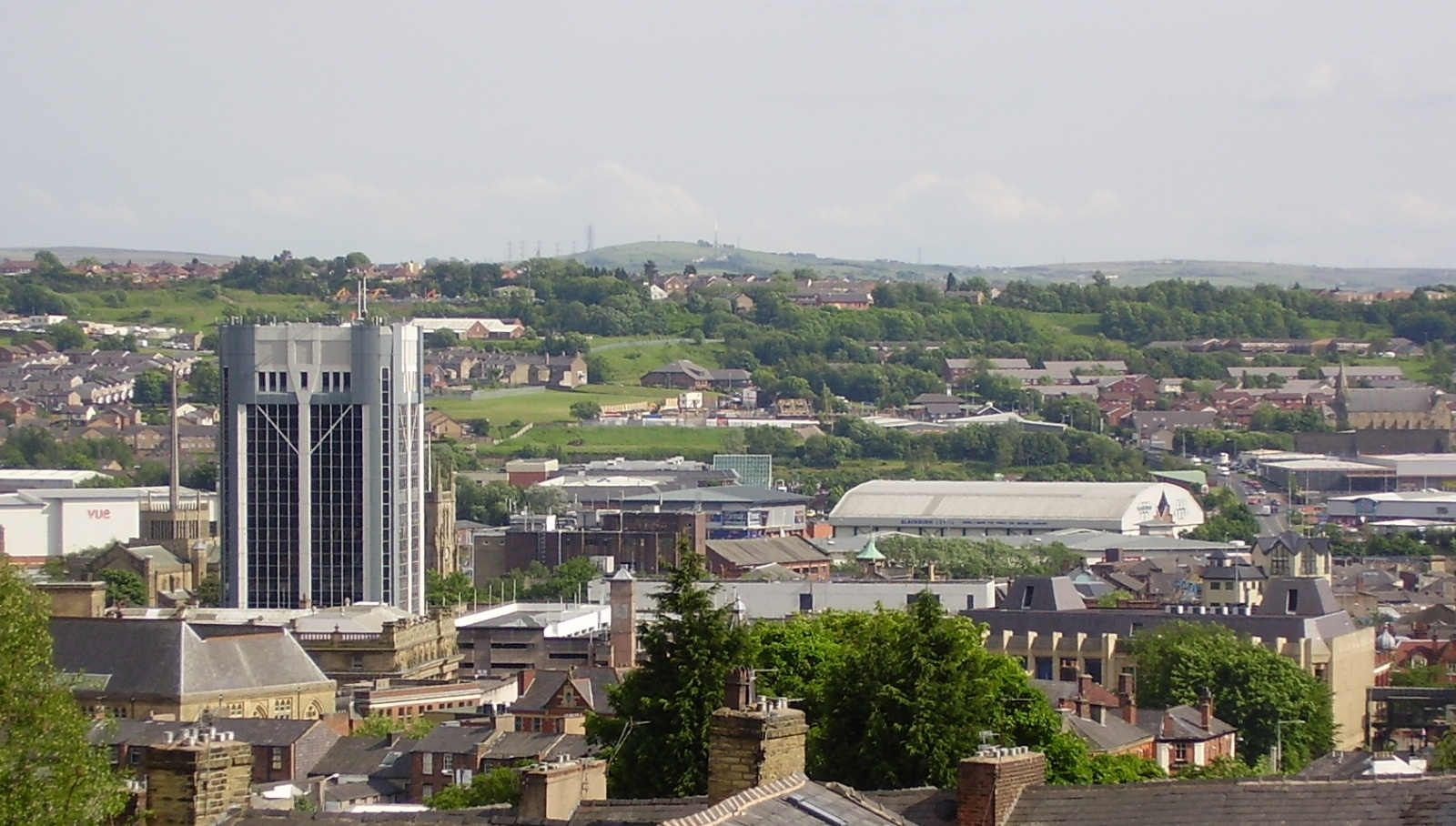
Центр міста
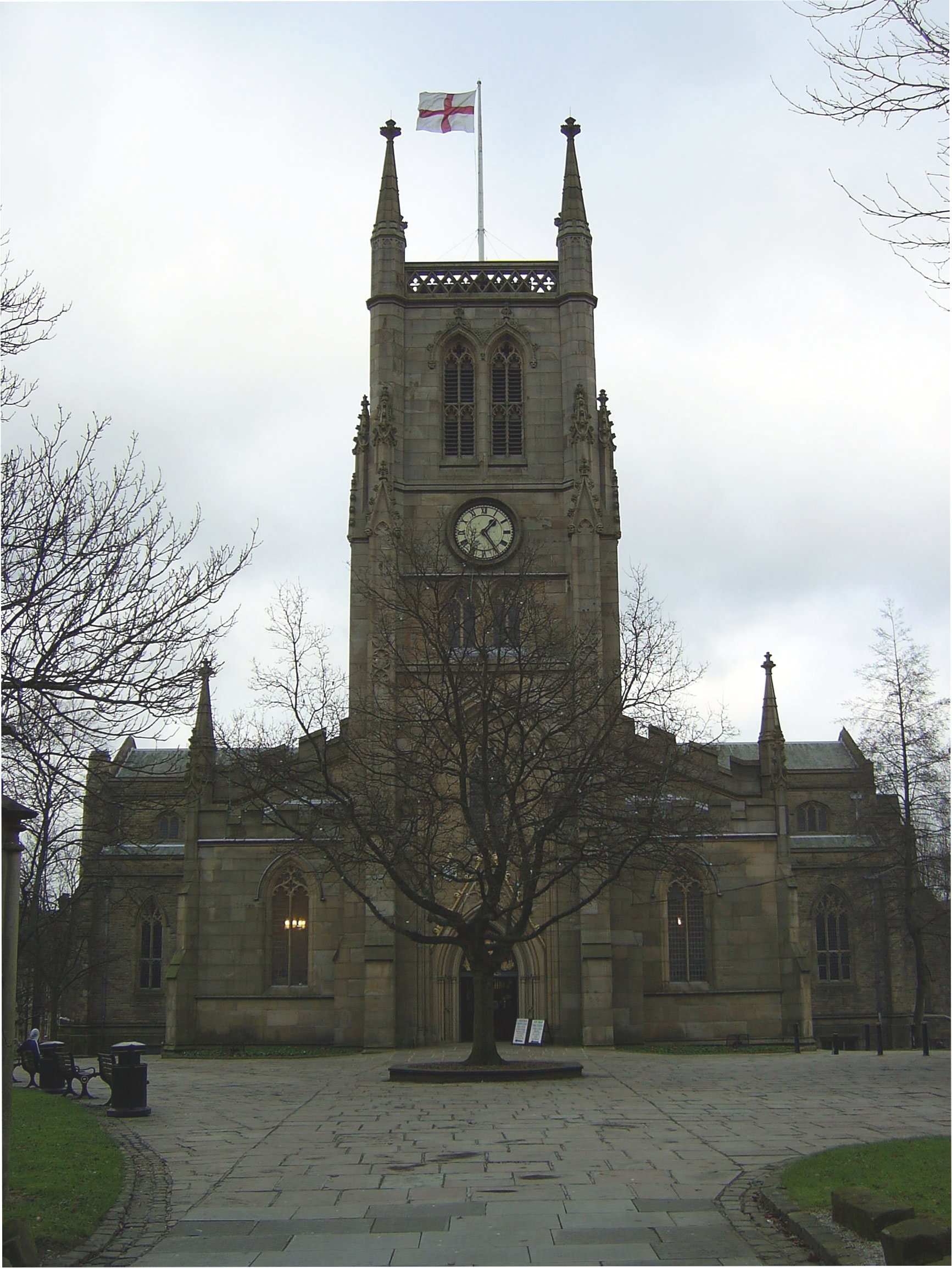
Собор у центрі міста
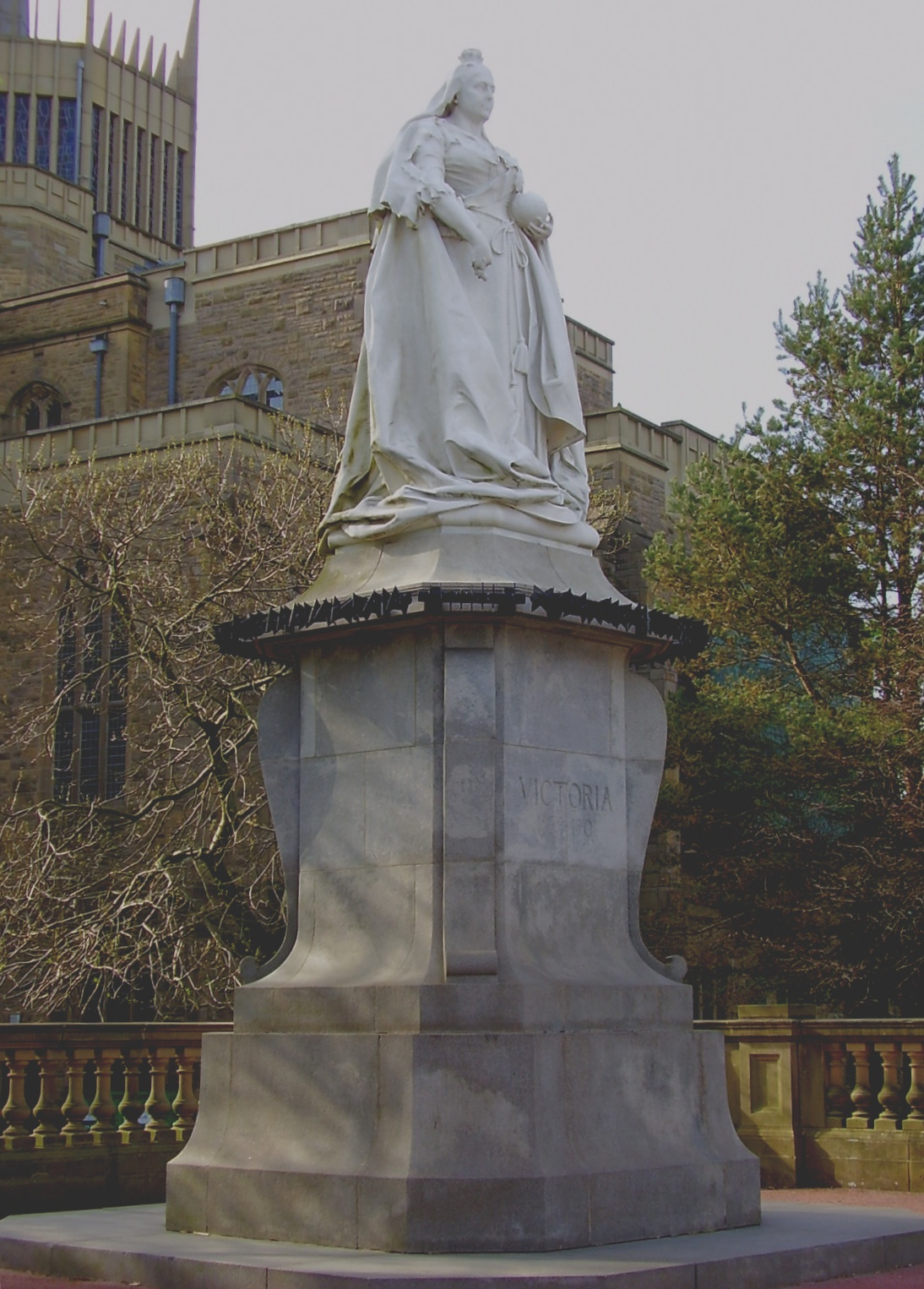
Статуя королеви Вікторії
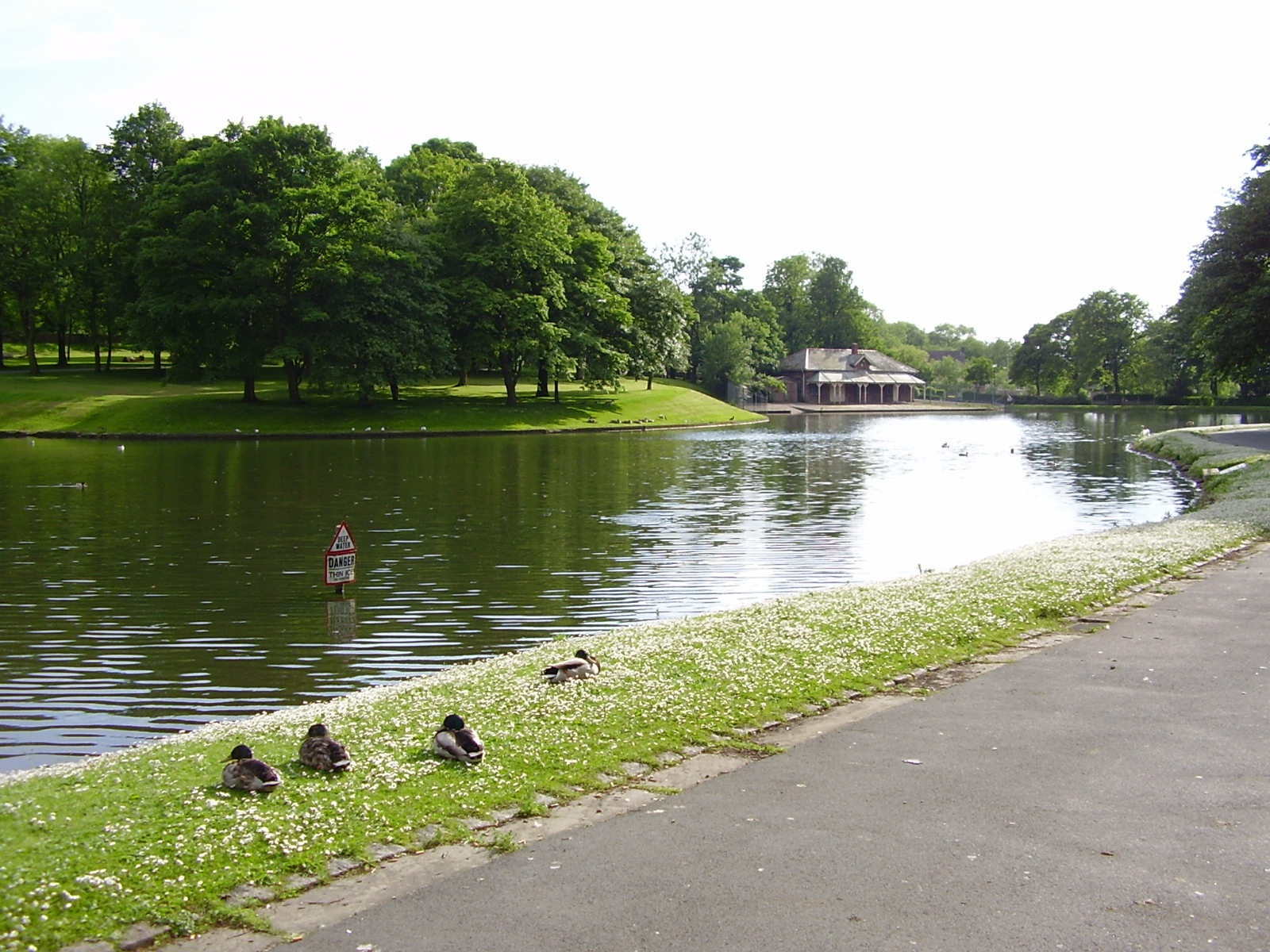
Головне озеро в королівському парку